# Острів Сен-Луї

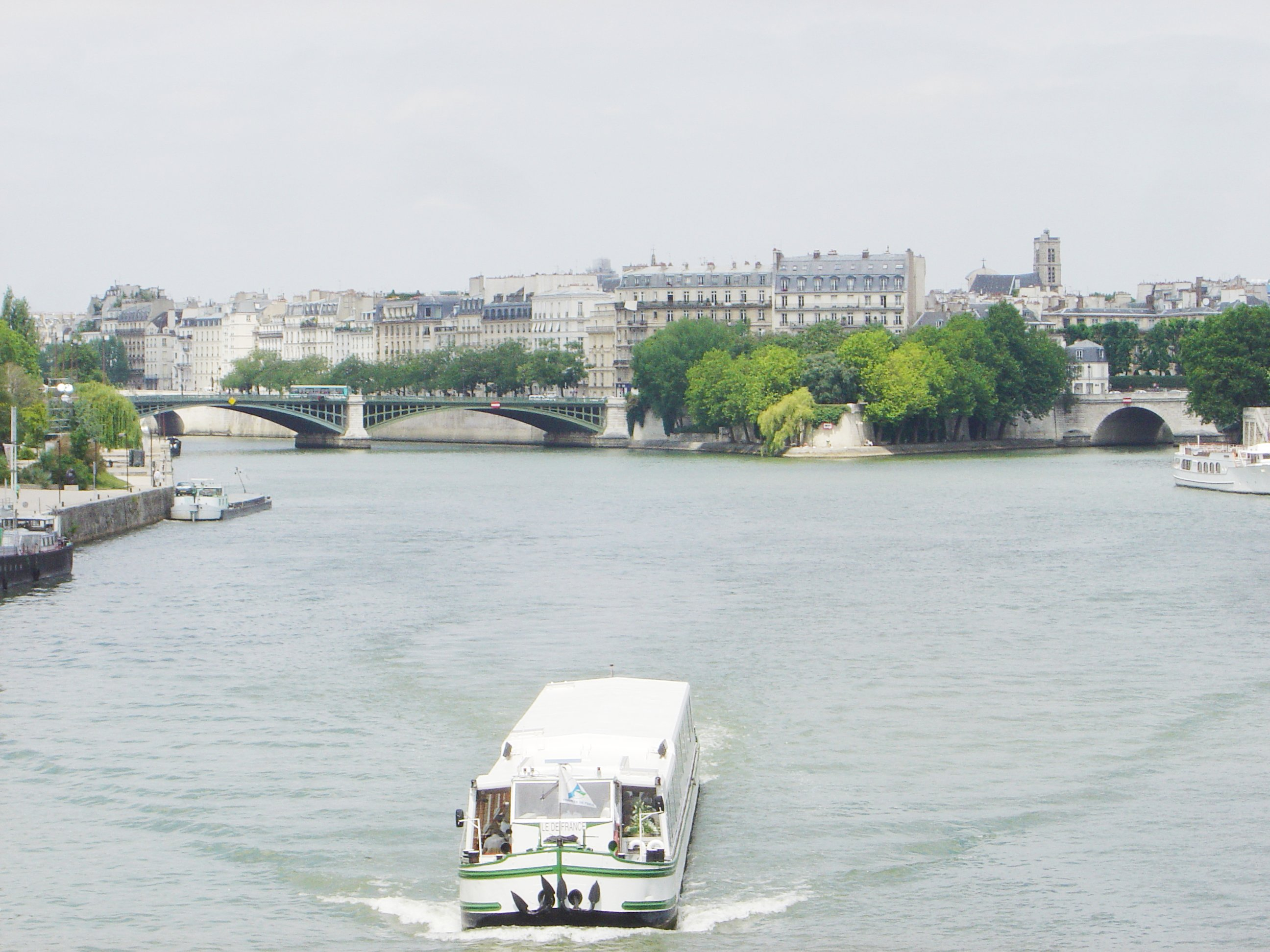
Острів Сен-Луї зі сходу

Острів Сен-Луї́ (фр. Île Saint-Louis), також острів Св. Людовика — менший із двох збережених островів Сени в Парижі, адміністративно належить до IV округу.

## Історія
На відміну від сусіднього острова Сіте, історія якого бере початок в епоху Середньовіччя, Сен-Луї довгий час залишався незаселеним. Він складався з двох маленьких островів (Île aux Vaches і Île Notre Dame), розділених рукавом річки. Ці острівці належали собору Паризької богоматері і використовувалися для вигону худоби. Сюди приходили жінки прати білизну і дуелянти для проведення дуелей.
1614 року за указом Людовика XIII інженер Крістоф Марі почав облаштовувати острів: канава було засипано, набережні укріплено. Було споруджено мости до берегів Сени. Міст, що з'єднує Сен-Луї з паризьким кварталом Маре, досі носить ім'я забудовника — міст Марі. Його побудували в 1635 році і забудували житловими будинками, як то було прийнято в той час.

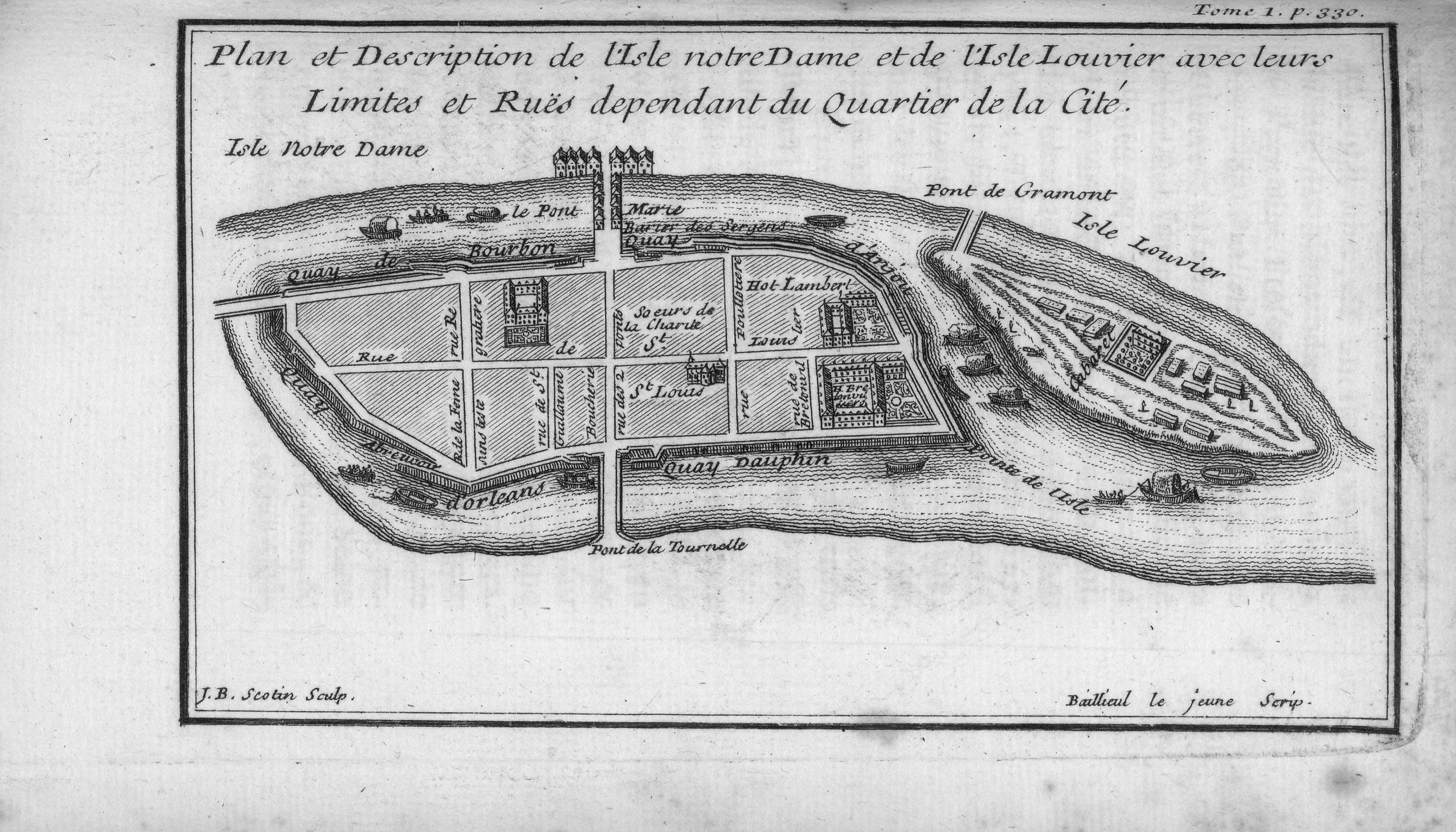
План острова в 1742 році

На території острова спочатку споруджували будинки ремісники й торговці. Однак з 1638 року, після закінчення спорів з духовенством, тут також облаштувалися багатші містяни. Забудова острова проводилася за суворим планом з його прямими вулицями. Більшість приватних особняків були споруджені за проєктами династії архітекторів Ліво. Одним з таких особняків є Готель Ламбер, в якому свого часу проживали такі відомі люди, як Вольтер, Жан Жак Руссо і барон Гі де Ротшильд.
1726 року острів отримав свою назву на честь Людовика IX, проголошеного святим. Під час Французької революції острів був перейменований на острів Братерства (від (фр. Île de la Fraternité), однак потім знову було повернуто назву Сен-Луї.
Сьогодні на острові проживають найзаможніші люди Парижа.

## Визначні місця

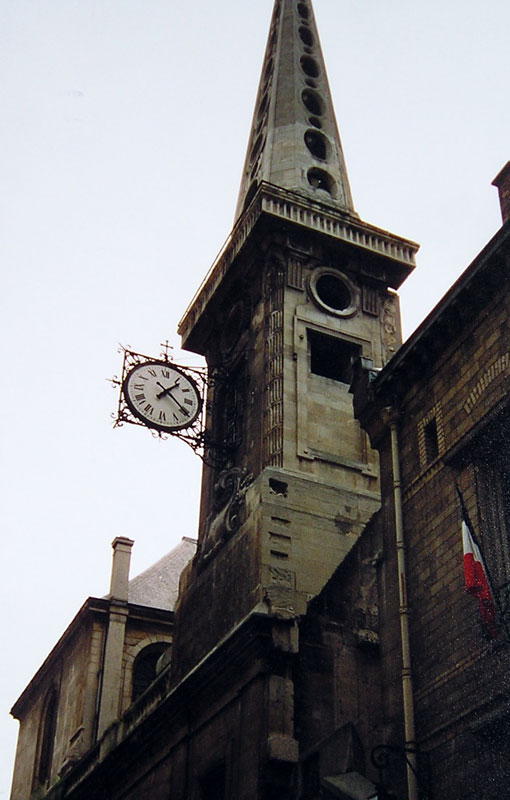
Церква Сен-Луї-ан-л'Іль

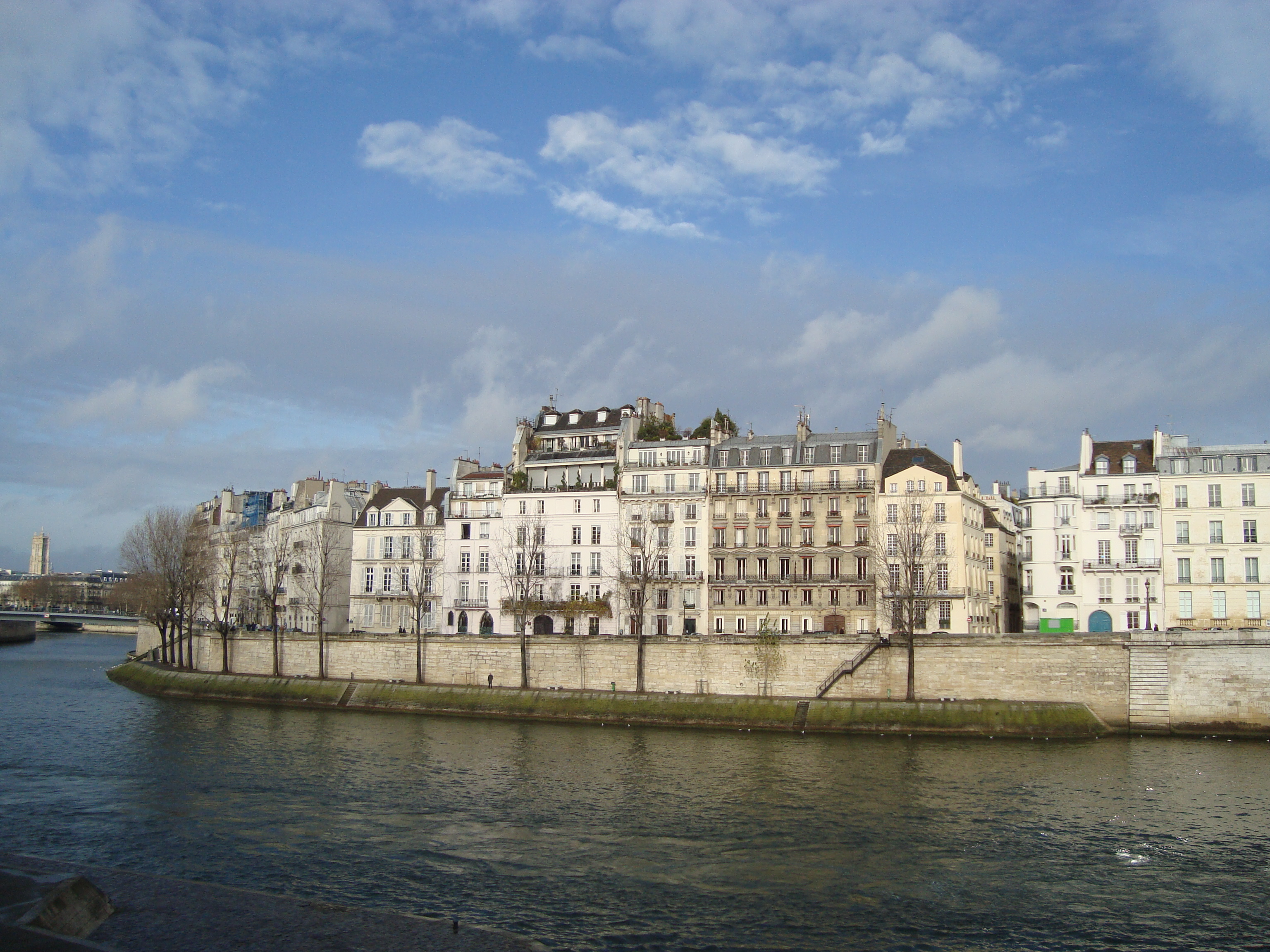
Вид на Орлеанську набережну острова

- Церква Сен-Луї-ан-л'Іль, за проєктом Франсуа Ліво
- Отель Ламбер (1 quai d'Anjou / 2 rue Saint-Louis en l'Île), відбудовано в 1640—1644 роках Луї Ліво
- Отель Лозен (17 quai d'Anjou), побудований в 1656—1657 роках за проєктом Луї Ліво, раніше належав родині Рішельє. Протягом XIX століття тут збирався «Клуб асасинів», заснований Теофілем Готьє, Шарлем Бодлером і художником Буассаром. Членами клубу також значилися Оноре де Бальзак, Олександр Дюма, Ежен Делакруа та Жерар де Нерваль .
- Отель Ліво (3 quai d'Anjou), був побудований Луї Ліво
- Кафе Berthillon (29/31 rue Saint-Louis-en-l'Île) славиться своїм морозивом

## Мости

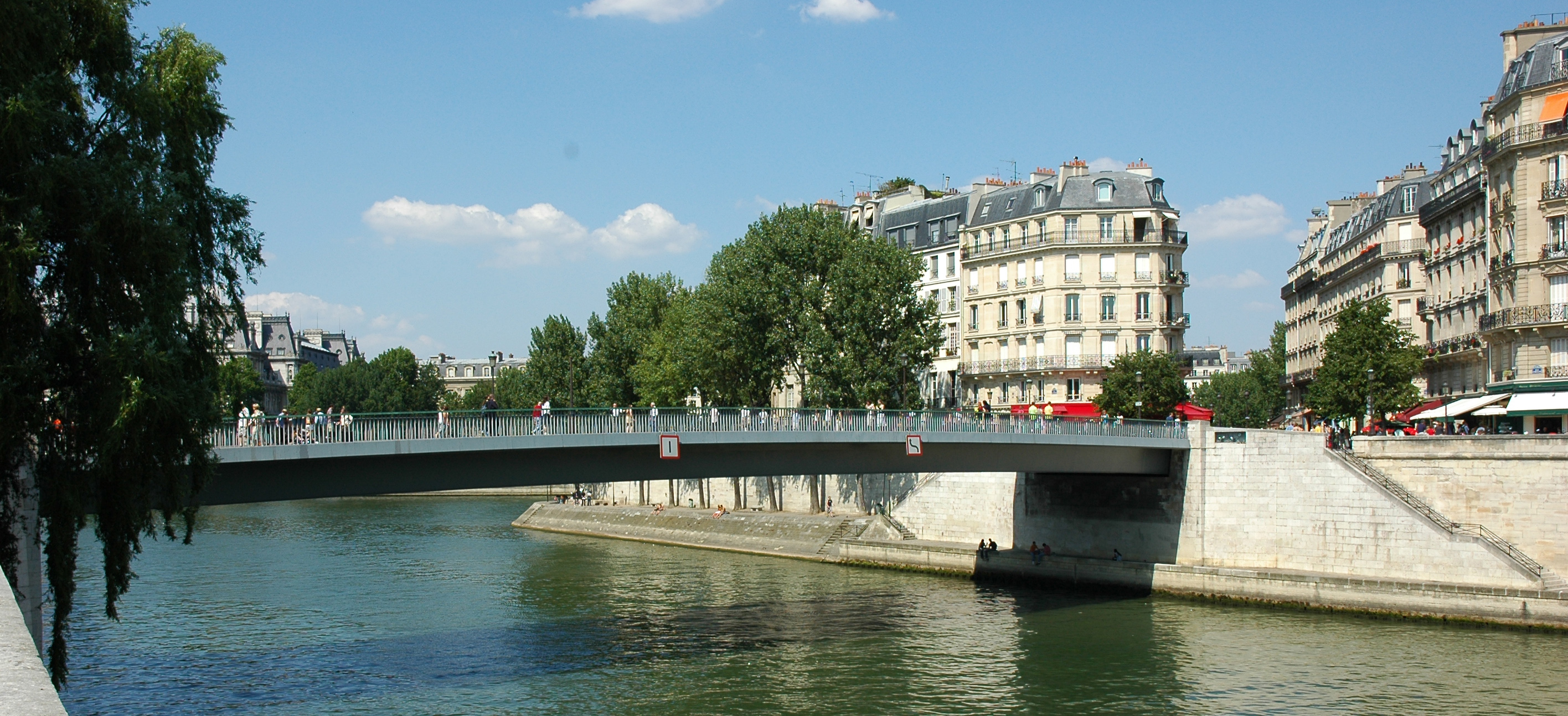
Міст Сен-Луї

- Міст Сен-Луї, з'єднує обидва острови (Сіті та Сен-Луї)
- Міст Турнель, з правого берега
- Міст Луї-Філіп, з лівого берега
- Міст Марі, з правого берега
- Міст Сюллі, з'єднує обидва береги Сени

## Знамениті жителі острова

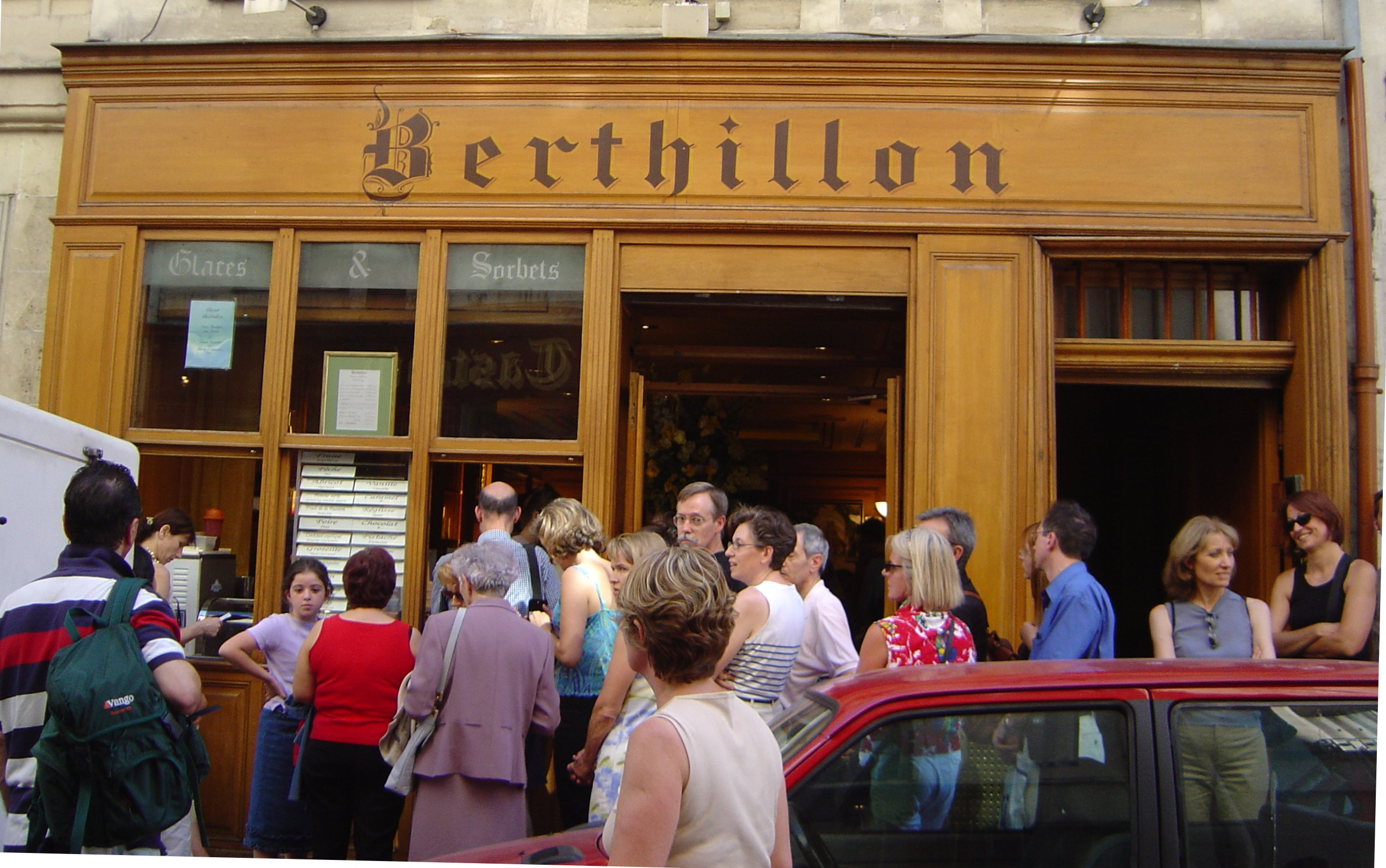
Знамените своїм морозивом кафе Бертійон

- Філіп де Шампень, художник (імовірно в особняку 15 quai Bourbon)
- Абрагам Бос, гравер
- Луї Ліво, архітектор (Отель Ліво, 1642—1650)
- Жан де Лафонтен, байкар (Отель Лозен)
- Мольєр, засновник комедії (Отель Лозен)
- Жан Расін, драматург-трагік (Отель Лозен)
- Вольтер, філософ (Готель Ламбер)
- Жан Жак Руссо, філософ (Отель Ламбер)
- Антуан-Крізостом Катрмер-де-Кенсі, археолог і мистецтвознавець (19 quai de Bourbon, 1827 рік)
- Адам Єжи Чарторийський, польський і російський державний діяч (Отель Ламбер)
- Оноре Дом'є, художник, скульптор і графік (9 quai d'Anjou, 1846—1863 роки)
- Шарль Бодлер (у 1842 проживав на quai de Béthune, потім в Отелі Лозен, 1843—1845)
- Марія Склодовська-Кюрі, хімік і фізик (36 quai de Béthune)
- Елена Рубінштейн, засновниця косметичної лінії (24 quai de Béthune)
- Леон Блюм, політик (25 quai de Bourbon)
- Жорж Помпіду, президент Франції (24 quai de Béthune)
- Луї де Фюнес, комічний актор (24 quai de Béthune)
- Ролан Дюма, політичний діяч
- Жан-Клод Бріалі, актор театру і кіно